# Partia Andaluzyjska

Dawna flaga ruchu andaluzyjskiego

Partia Andaluzyjska (hiszp. Partido Andalucista, PA) – hiszpańska partia regionalna działająca w Andaluzji domagająca się rozszerzenia uprawnień Wspólnoty Autonomicznej kosztem rządu w Madrycie. 

## Historia
Partia została założona po tym jak w 1976 Socjalistyczny Sojusz Andaluzji (hiszp. Alianza Socialista de Andalucía) utworzony w 1971 przyjął nazwę Socjalistycznej Partii Andaluzji (Partido Socialista de Andalucía, PSA). W pierwszych demokratycznych wyborach do Kortezów Generalnych 1977 PSA wystartowała razem z Ludową Partią Socjalistyczną (Partido Socialista Popular, PSP). Koalicja uzyskała 6 mandatów w Kongresie, jednak Andaluzyjczycy nie wywalczyli żadnego. Wkrótce doszło do połączenia PSP z PSOE. W 1978 nastąpiła inkorporacja Junty Liberalnej (Junta Liberalista) do PSA. W 1979 ugrupowanie zmieniło nazwę na Socjalistyczna Partia Andaluzji – Siła Andaluzyjska (Partido Socialista de Andalucía-Poder Andaluz, PSA-PA). W wyborach ogólnohiszpańskich z 1979 PSA-PA uzyskała 326 tys. głosów i 5 mandatów w Kongresie. W wyborach lokalnych wygrała w Jerez de la Frontera, Sewilli i Rondzie. Burmistrzem Jerez został Pedro Pacheco, a Sewilli Luis Uruñuela (oboje byli działaczami PSA-PA). 
Od lutego 1984 partia nosi aktualną nazwę Partia Andaluzyjska. W 1996 weszła w skład rządu lokalnego w Sewilli tworzonego przez PSOE: jej przedstawiciele kierowali resortami współpracy z parlamentem oraz turystyki i sportu (Antonio Ortega i José Nuñez). W wyborach do Parlamentu Europejskiego w 1999 Andaluzyjczycy wystartowali w ramach Koalicji Europa 1999 wraz z Koalicją Kanaryjską, Unią Walencjańską i Aragońską Partią Regionalistów. W wyborach municypalnych z czerwca 2006 PA uzyskała 356 tys. głosów, 30 burmistrzów i 545 radnych. W wyborach do Parlamentu Andaluzji w 2008 wystartowała w ramach Koalicji Andaluzyjskiej nie uzyskując mandatu.

## Ideologia i program
Ugrupowanie określa się jako nacjonalistyczne, federalistyczne i postępowe. Nacjonalizm odnosi się do pojęcia andaluzyjskości, ponieważ PA uznaje mieszkańców regionu za naród odrębny od Hiszpanów. Partia domaga się federalizacji ustroju Hiszpanii, tzn. jeszcze większego niż dotychczas zwiększenia uprawnień regionów (na wzór Katalonii i Kraju Basków). W sferze ekonomicznej jej postulaty można określić jako lewicowe: partia opowiada się za zrownoważonym rozwojem regionu przy jego odrębności gospodarczej od Hiszpanii, walką z nierównościami społecznymi oraz prawem do powszechnej i bezpłatnej służby zdrowia, edukacji oraz opieki społecznej. Jest zwolenniczką społeczeństwa otwartego i tolerancyjnego, określa się jako partia pacyfistyczna. Deklaruje przy tym chęć walki o dziedzictwo kulturowe regionu.